# Carl Christian Gottsche
Carl Christian Gottsche (* 1. März 1855 in Altona; † 11. Oktober 1909 in Hamburg) war ein deutscher Geologe und Paläontologe.

## Leben

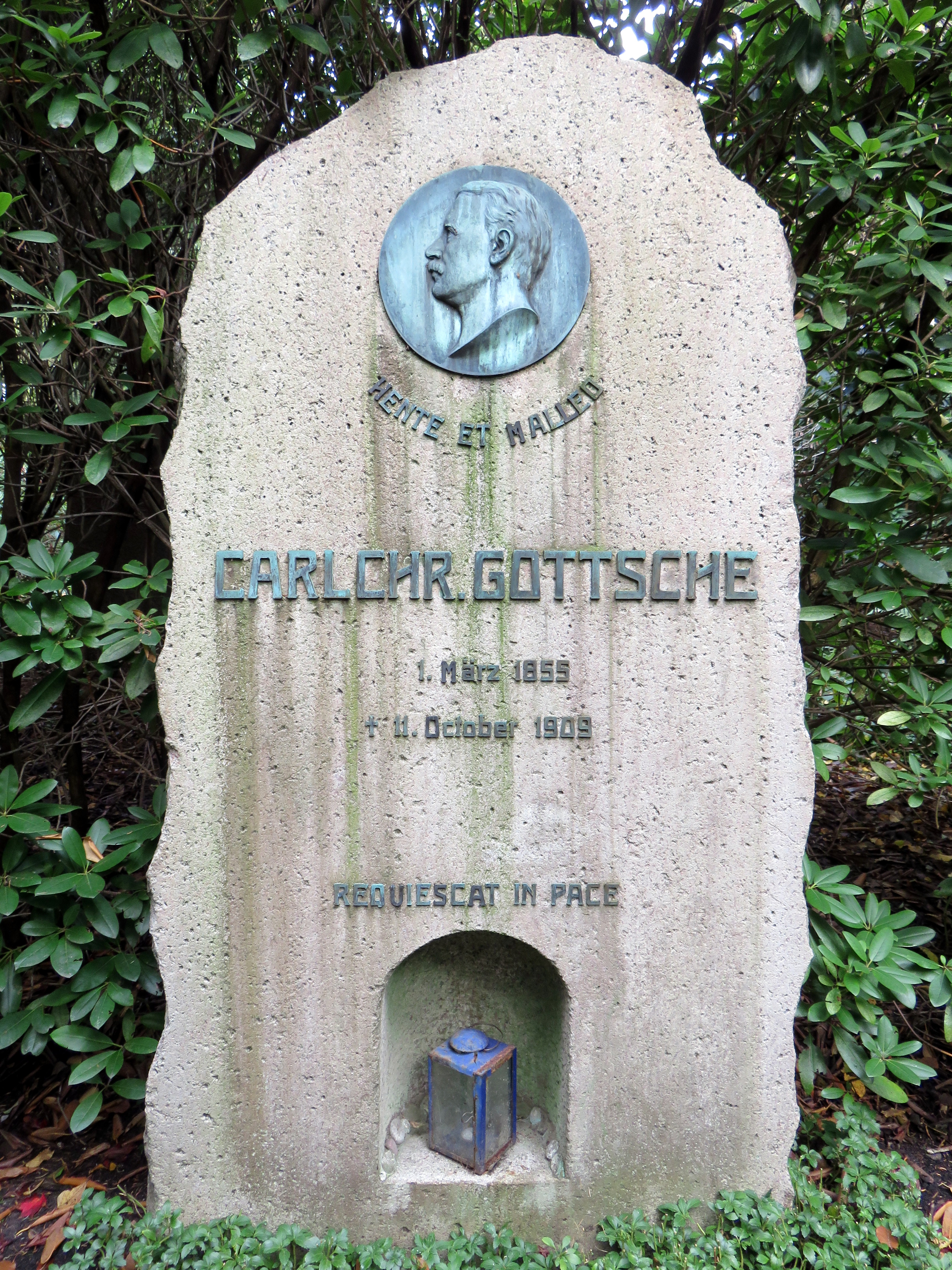
Grabstein Gottsche auf dem Friedhof Ohlsdorf

Carl Gottsche war der Sohn des Arztes und Botanikers Karl Moritz Gottsche. Er studierte Geologie in Würzburg und München. Seine erste Veröffentlichung hatte er 1875 (Skizzen und Beiträge zur Geognosie Hamburgs). 1878 wurde er summa cum laude promoviert (Über jurassische Versteinerungen aus der argentinischen Cordillere). Danach war er Assistent in Kiel, wo er sich 1880 habilitierte (Die Sedimentärgeschiebe der Provinz Schleswig-Holstein). 1881 reiste er nach Japan, wo er Geologie an der Universität Tokio unterrichtete. 1884 reiste er nach Korea. 1886 war er Kustos am Naturhistorischen Museum in Hamburg. 1900 erhielt er den Professorentitel und 1907 wurde er Direktor des Mineralogisch-Geologischen Instituts.
1892 ließ er sich beurlauben und kartierte die Endmoränen der eiszeitlichen Vergletscherungen in Schleswig-Holstein. Die Übersichtskarte im Maßstab 1:750.000 erschien 1897. Die Karte ist veraltet und gibt die Eisrandlage teilweise zu weit im Norden an, in seiner Abhandlung finden sich aber Beschreibungen heute nicht mehr existenter Fundstellen, wie Fotos von Geschiebefeldern beim Bau des Nordostseekanals.
Carl Christian Gottsche wurde in der Grabanlage Gottsche/Wolter auf dem Ohlsdorfer Friedhof in Hamburg im Planquadrat AD 19 südwestlich der Kapelle 7 beigesetzt.

## Schriften
- Die Endmoränen und das marine Diluvium Schleswig-Holsteins, 2 Bde. Friederichsen, Hamburg 1897–1898 (Mitteilungen der Geographischen Gesellschaft in Hamburg; 13.1897,1).
- Der Untergrund Hamburgs. In: Hamburg in naturwissenschaftlicher und medizinischer Beziehung: den Teilnehmern der 73. Versammlung Deutscher Naturforscher und Ärzte als Festgabe gewidmet. Voss, Hamburg 1901, S. 14–28.